# Незвичайна подорож Мішки Стрекачова
«Незвичайна подорож Мішки Стрекачова» — радянський художній фільм режисера Іллі Фреза 1959 року, знятий на Кіностудії ім. М. Горького.

## Сюжет
Учень ремісничого училища Мішка Стрекачов проводить екскурсію для дітей по комбайновому заводу. Під час екскурсії, сам того не бажаючи, він пускає в хід заводський гудок. Його подруга Галя від несподіванки відволікається і псує заготівлю для шестерінки. Мішка виручає Галю і знімає деталь з одного із готових комбайнів, які незабаром повинні бути відправлені на цілину. Наступного дня ремісники відправляються на цілину, а Мішка спізнюється на потяг, тому що вночі, таємно проникнувши в майстерню, точив шестерню для комбайна.

## У ролях
- Олексій Борзунов —  Мішка Стрекачов
- Олена Шептицька —  Галя
- В'ячеслав Дєвкін —  «Реклама»
- Раїса Ніколаєва —  Валя Коренєва
- Михайло Копитов —  Сеня Пудов
- Олександр Вдовкін —  Палеха
- Костянтин Сорокін —  майстер Василь Семенович
- Віктор Хохряков —  Коренєв
- Михайло Трояновський —  вахтер
- Георгій Гумільовський —  кондуктор
- Валерій Носик —  хуліган
- Петро Алейников —  міліціонер
- Тетяна Пельтцер —  прибиральниця Дарина Семенівна
- Валентина Телегіна —  Нюра-торговка

## Знімальна група
- Режисер-постановник — Ілля Фрез
- Сценарист — Микола Чуєв
- Оператор-постановник — Костянтин Арутюнов
- Композитор — Микита Богословський
- Художник-постановник — Петро Галаджій
- Режисер — Едуард Бочаров